# Tarquinia Molza
Tarquinia Molza, född den 1 november 1542 i Modena, död där den 8 augusti 1617, var en italiensk skald, sondotter till Francesco Maria Molza.
Tarquinia Molza var en av Italiens lärdaste kvinnor, lika bevandrad i matematik och astronomi som i latinska, grekiska och hebreiska språken. Hon var hovdam hos Lucretia och Eleonora d’Este, besjungen av Tasso, kallades hon av romerska senaten till "medborgarinna av Rom". Hon författade sonetter, epigram och madrigaler samt översatte Platons "Karneades" och "Kriton".